# Tomasz Rożek
Tomasz Rożek (ur. 30 listopada 1976 w Katowicach) – polski dziennikarz naukowy i fizyk, doktor nauk fizycznych, popularyzator nauki, założyciel Fundacji „Nauka. To Lubię” oraz youtuber.

## Życiorys

### Wykształcenie i kariera
Ukończył fizykę i dziennikarstwo na Uniwersytecie Śląskim. W 2006 uzyskał stopień doktora nauk fizycznych (o specjalności fizyka jądrowa) na Wydziale Matematyki, Fizyki i Chemii Uniwersytetu Śląskiego na podstawie pracy pt. „Badanie przyprogowej produkcji hiperonów w oddziaływaniach protonów z protonami w COSY-11”. Nad doktoratem pracował w instytucie Forschungszentrum w Jülich.
Jest współzałożycielem Stowarzyszenia Dziennikarzy Naukowych Naukowi.pl i pomysłodawcą oraz współzałożycielem stowarzyszenia Śląska Kawiarnia Naukowa. W radiu eM prowadził autorski program Labirynty wiedzy. Przez kilka lat prowadził cykl naukowy pt. „Nauka jest wszędzie” w sobotnim programie Dzień dobry TVN. Od 2016 do 2020 na antenie Programu 3 Polskiego Radia, podczas porannej audycji „Pytania z kosmosu”, odpowiadał na zadawane przez słuchaczy pytania.
Współpracował z dziennikami, tygodnikami i miesięcznikami ogólnopolskimi: „Wiedza i Życie”, „National Geographic”, „Wprost”, „Przekrój”, „Gazeta Wyborcza”, „Życie”, „Dziennik Zachodni”, „Rzeczpospolita”.
Ministerstwo Nauki i Szkolnictwa Wyższego oraz serwis „Nauka w Polsce” Polskiej Agencji Prasowej uhonorowało Rożka w 2008 tytułem Popularyzatora nauki. W 2009 samorządy studenckie śląskich uczelni nagrodziły go Laurem Studenckim za działalność popularyzującą naukę.
W lutym 2011 wydał książkę Nauka – po prostu. Wywiady z wybitnymi, która została uznana za najlepszą książkę popularnonaukową sezonu 2010/2011 przez jury nagrody „Złota Róża”. „Nauka – po prostu” to zbiór wywiadów z uznanymi polskimi naukowcami, reprezentującymi różne dziedziny nauki: nanotechnologię, cybernetykę i robotykę, fizykę cząstek, badania mózgu, internet i jego rolę komunikacyjną, klimat i modyfikacje pogody oraz genetykę człowieka.
Jest szefem działu „Nauka i gospodarka” w tygodniku „Gość Niedzielny”. Od marca 2016 do grudnia 2018 prowadził program Sonda 2, nową wersję programu Sonda. Początkowo audycja emitowana była w TVP2, ale z czasem została przeniesiona do TVP1.
Od kwietnia 2013 prowadzi w serwisie YouTube własny kanał popularnonaukowy pt. „Nauka. To Lubię”. Od listopada 2020 na YouTube prowadzi kanał naukowy dla dzieci „Nauka To Lubię Junior”. W 2022 roku, z myślą o dzieciach z Ukrainy, utworzył w serwisie YouTube kanał „Nauka. To Lubię – Świat” (Наука. Це люблю – Світ).
W 2014 został nominowany do Nagrody „Ślad” im. bp. Jana Chrapka. W 2015 został jej laureatem. W 2019 został nominowany do nagrody Press. W kwietniu 2020 otrzymał nagrodę rady programowej Polskiego Radia za audycję „Pytania z kosmosu” w radiowej Trójce. 20 maja tego samego roku, w związku z „aferą w radiowej Trójce” zrezygnował z pracy w stacji. 25 maja 2020, gdy Tomasz Kowalczewski zrezygnował ze stanowiska dyrektora Programu Trzeciego, zaś nowym szefem Trójki został Jakub Strzyczkowski, Tomasz Rożek ogłosił, że wraca na antenę; w związku z odwołaniem Strzyczkowskiego 28 września ponownie zrezygnował ze współpracy z Trójką.
We wrześniu 2020 rozpoczął współpracę z Dariuszem Rosiakiem przy tworzeniu internetowych podcastów pt. „Raport o Stanie Świata”. Od 5 stycznia 2021 w porannym paśmie Radia 357 od poniedziałku do piątku, ok. godziny 7:15 w audycji „Pytania z Księżyca” omawia różne zagadnienia związane z szeroko pojętą nauką, odpowiadając głównie na pytania i wątpliwości kierowane przez słuchaczy. Jest to program oparty na tej samej formule, co jego poprzedni prowadzony w Programie 3 Polskiego Radia. W 2023 roku wydał książkę i grę inspirowaną audycją. Na antenie Radia 357 Rożek prowadzi również okazjonalnie inne audycje. 
W 2020 roku założył Fundację Nauka. To Lubię
W 2021 roku światło dzienne ujrzał projekt „Akademia Superbohaterów”, który jest panteonem polskich naukowców. Tomasz Rożek pokazuje historie wybitnych Polaków, którzy wpłynęli na losy świata (niejednokrotnie swoimi wynalazkami i odkryciami ratując wiele osób), a wśród rodaków pozostają nieznani. W ramach tego projektu powstała książka, gra karciana i gra mobilna.
W kwietniu 2022 został doradcą Europejskiej Agencji Kosmicznej. Od lutego 2024 prowadzi program popularno-naukowy dla Kanału Zero, który nosi nazwę Naukowe Zero.

### Życie prywatne
Jego żoną jest Anna Leszczyńska-Rożek, z którą ma dwoje dzieci.

### Fundacja Nauka. To Lubię
Fundacja Nauka. To Lubię została założona przez Tomasza Rożka w 2020 roku, by rozszerzać działalność związaną z popularyzacją nauki. Celem organizacji jest działalność oświatowa, edukacyjna i wszechstronne działania na rzecz promowania nauki oraz technologii. Fundacja wspiera i uskutecznia nowoczesne podejście do edukacji. W ramach swojej misji, przyznaje granty dla zdolnych, młodych naukowców.

## Książki
Jego książki popularnonaukowe są kierowane i do dorosłych, i do dzieci; dotyczą różnych dziedzin nauki i wybitnych polskich naukowców. Od 2021 roku są wydawane w modelu self-publishing, przez Fundację Nauka. To Lubię:
- 2011: Nauka po prostu. Wywiady z wybitnymi, Demart, ISBN 978-83-7427602-3.
- 2012: Tajemniczy kosmos. Tom 1: Zobaczyć znaczy uwierzyć, Edipresse Polska, ISBN 978-83-7769-369-8.
- 2012: Nauka – to lubię. Od ziarnka piasku do gwiazd, Wydawnictwo W.A.B., ISBN 978-83-7747712-0.
  - 2020: nowe wydanie, Wydawnictwo Wilga, ISBN 978-83-2807521-4.
- 2014: Kosmos, ilustracje: Aleksandra Nałęcz-Jawecka, Tomasz Kędzierski, Wydawnictwo W.A.B., ISBN 978-83-2800898-4.
- 2015: Człowiek, Wydawnictwo W.A.B., ISBN 978-83-2801444-2.
- 2021: Akademia Superbohaterów, ilustracje: Marek Oleksicki, ISBN 978-83-9629520-0.
- 2022: Jak działa człowiek?, ilustracje: Sara Olszewska, ISBN 978-83-9629523-1.
- 2023: Jak działa kosmos?, ilustracje: Sara Olszewska, ISBN 978-83-966757-3-6.
- 2023: Pytania z księżyca, ilustracje: Tadeusz Marek, ISBN 978-83-966757-9-8.